# Anemone edwardsiana
Anemone edwardsiana là một loài thực vật có hoa trong họ Mao lương. Loài này được Tharp mô tả khoa học đầu tiên năm 1945.